# Politechnika Zielonogórska
Politechnika Zielonogórska (PZ) – państwowa szkoła wyższa o profilu technicznym, powstała w Zielonej Górze w 1965 roku i funkcjonująca do 1 września 2001 roku, kiedy to w wyniku połączenia Politechniki Zielonogórskiej i Wyższej Szkoły Pedagogicznej im. T. Kotarbińskiego powstał Uniwersytet Zielonogórski.

## Historia
Utworzona jako Wyższa Szkoła Inżynierska im. Jurija Gagarina w Zielonej Górze, w chwili powstania była pierwszą i jedyną wyższą szkołą techniczną w regionie środkowego Nadodrza. Szybki rozwój kadry naukowej, wprowadzenie nowoczesnych specjalności dydaktycznych, modernizacja bazy laboratoryjnej, informatyzacja procesu dydaktycznego i techniki zarządzania uczelnią, oraz rozwój środowiska naukowego pozwoliły na przekształcenie uczelni z dniem 1 września 1996 roku w Politechnikę Zielonogórską.
W 2000 roku na PZ studiowało 8500 studentów na 7 kierunkach w ramach 25 specjalności. Politechnika zatrudniała ponad 440 nauczycieli 
akademickich, w tym 84 profesorów i doktorów habilitowanych. Uczelnia posiadała uprawnienia do doktoryzowania w ramach czterech dyscyplin naukowych (nauk technicznych w zakresie elektrotechniki, budowy i eksploatacji maszyn, budownictwa oraz w zakresie matematyki).
Pierwszym rektorem WSI był docent Jerzy Kołakowski.
Ostatnim rektorem Politechniki PZ był prof. dr. hab. Michał Kisielewicz.
Uczelnia kształciła studentów w systemie nauczania dziennym i zaocznym. Prowadziła studia 5-letnie magistersko-inżynierskie i 3,5-letnie inżynierskie.
Politechnika Zielonogórska posiadała cztery wydziały, na których prowadzono kierunki (w 1965 WSInż posiadała tylko Wydział Ogólnotechniczny):

## Wydział Budownictwa i Inżynierii Sanitarnej (utworzony w 1968)
- Budownictwo (kształcenie od 1968)
- Inżynieria środowiska (kształcenie od 1977)

## Wydział Elektryczny (utworzony w 1967)
- Elektrotechnika (kształcenie od 1965)
- Informatyka (kształcenie od 1992)
- Elektronika i telekomunikacja (kształcenie od 1996)

## Wydział Mechaniczny (utworzony w 1967)
- Mechanika i budowa maszyn (kształcenie od 1965)

## Wydział Podstawowych Problemów Techniki (utworzony w 1987)
- Matematyka (kształcenie od 1992, od 1987 kierunek prowadzony był pod nazwą Podstawowe Problemy Techniki)
- Zarządzanie i marketing (kształcenie od 1992, od 1974 kierunek był prowadzony pod nazwą Organizacja i Zarządzanie Przemysłem)

## Rektorzy (WSI i PZ)
Rektorzy Wyższej Szkoły Inżynierskiej (1965 – 1996) i Politechniki Zielonogórskiej (1996-2001):
1. 1965-1968 Doc. dr inż. Jerzy Kołakowski
2. 1969-1972 Doc. dr inż. Kazimierz Bącal
3. 1972-1976 Prof. dr hab. inż. Zygmunt Szafran
4. 1976-1981 Prof. dr hab. inż. Tadeusz Biliński
5. 1981-1987 Prof. dr hab. Michał Kisielewicz
6. 1987-1990 Prof. dr hab. Marian Eckert
7. 1990-1996 Prof. dr hab. inż. Marian Miłek
8. 1996-2001 Prof. dr hab. Michał Kisielewicz.